# Provincia de Coro
La provincia de Coro fue una de las antiguas provincias de Venezuela, cuando este país aún poseía un régimen centralista. La provincia abarcaba un territorio similar al del actual estado Falcón.

## Historia
- 1810: Al declararse la independencia en Caracas, la provincia de Coro se separa de la Provincia de Venezuela para declararse realista y unirse a la provincia de Maracaibo, permanecerá como parte de la provincia de Maracaibo y sus gobernadores serán los capitanes generales de Venezuela.
- 1815: Por Real Cédula de Fernando VII, se declara la creación de la provincia de Coro.
- 1821: Josefa Camejo derrota en Baraived al jefe realista Chepito González, y declara la independencia de la provincia de Coro en Pueblo Nuevo, preparando la llegada de las tropas del general Rafael Urdaneta. La provincia de Coro queda incorporada a la Gran Colombia. Los realistas la recuperarían tras el asedio de La Vela de Coro en enero de 1822.
- 1823: Luego de la batalla naval del lago de Maracaibo, la provincia de Coro es incorporada al departamento del Zulia.
- 1830: Al separase Venezuela de la Gran Colombia, el departamento del Zulia volvió a llamarse provincia de Maracaibo. Las provincias de Mérida y Coro se separaron inmediatamente. Surgiendo Coro como provincia independiente.
- 1835: Se establece la división de la provincia en los siguientes cantones: Coro, Cumarebo, Costa Arriba, Casigua, San Luis y Cantón Paraguaná.
- 1856: Los cantones son divididos en parroquias.
- 1859: Ezequiel Zamora proclama en Coro la Federación, comienza la Guerra Federal, la provincia de Coro es proclamada Estado Coro, el primer estado federal.

## Territorio

### 1823 - 1830
El departamento Zulia fue constituido con el territorio de Maracaibo, Mérida, Trujillo, Táchira (conocido como provincia de la Grita) y Falcón (que estuvo unido a la provincia de Maracaibo durante la independencia y era conocido como Provincia de Coro).

### 1830 - 1859
Al separarse de la Gran Colombia la provincia de Coro se separa inmediatamente de la provincia de Maracaibo.

## División política
Al momento de su creación la provincia de Coro estaba conformada por los cantones de:
- Coro
- Barquisimeto
- Carora
- San Felipe
- El Tocuyo

### Durante la Gran Colombia
| Provincia de Coro (Capital: Coro) | Provincia de Coro (Capital: Coro)                                                       | Provincia de Coro (Capital: Coro)                       | Provincia de Coro (Capital: Coro)                             | Provincia de Coro (Capital: Coro)                                        | Provincia de Coro (Capital: Coro)                                         |
| --------------------------------- | --------------------------------------------------------------------------------------- | ------------------------------------------------------- | ------------------------------------------------------------- | ------------------------------------------------------------------------ | ------------------------------------------------------------------------- |
| Cantón                            | Coro                                                                                    | Paraguaná                                               | Cumarebo                                                      | San Luis                                                                 | Casigua                                                                   |
| Cabecera                          | Ciudad de Coro                                                                          | Pueblo Nuevo                                            | Villa de Cumarebo                                             | Villa de San Luis                                                        | Villa de Casigua                                                          |
| Parroquias (30)                   | Coro, Carrizal, Guaibacoa, Mitare, La Vela, San Miguel de Macoruca, Acurigua y Urumaco. | Pueblo Nuevo, Baraived, Moruy, Santa Ana y Buena Vista. | Cumarebo, Carorita, Jácura, Capadare y San Miguel del Tocuyo. | San Luis, San Antonio de Agua Larga, Pecaya, Pedregal, Mapiare y Hueque. | Casigua, Zazárida, Capatárida, Borojó, San Félix de Curadidal y Dabajuro. |

### Después de la Gran Colombia

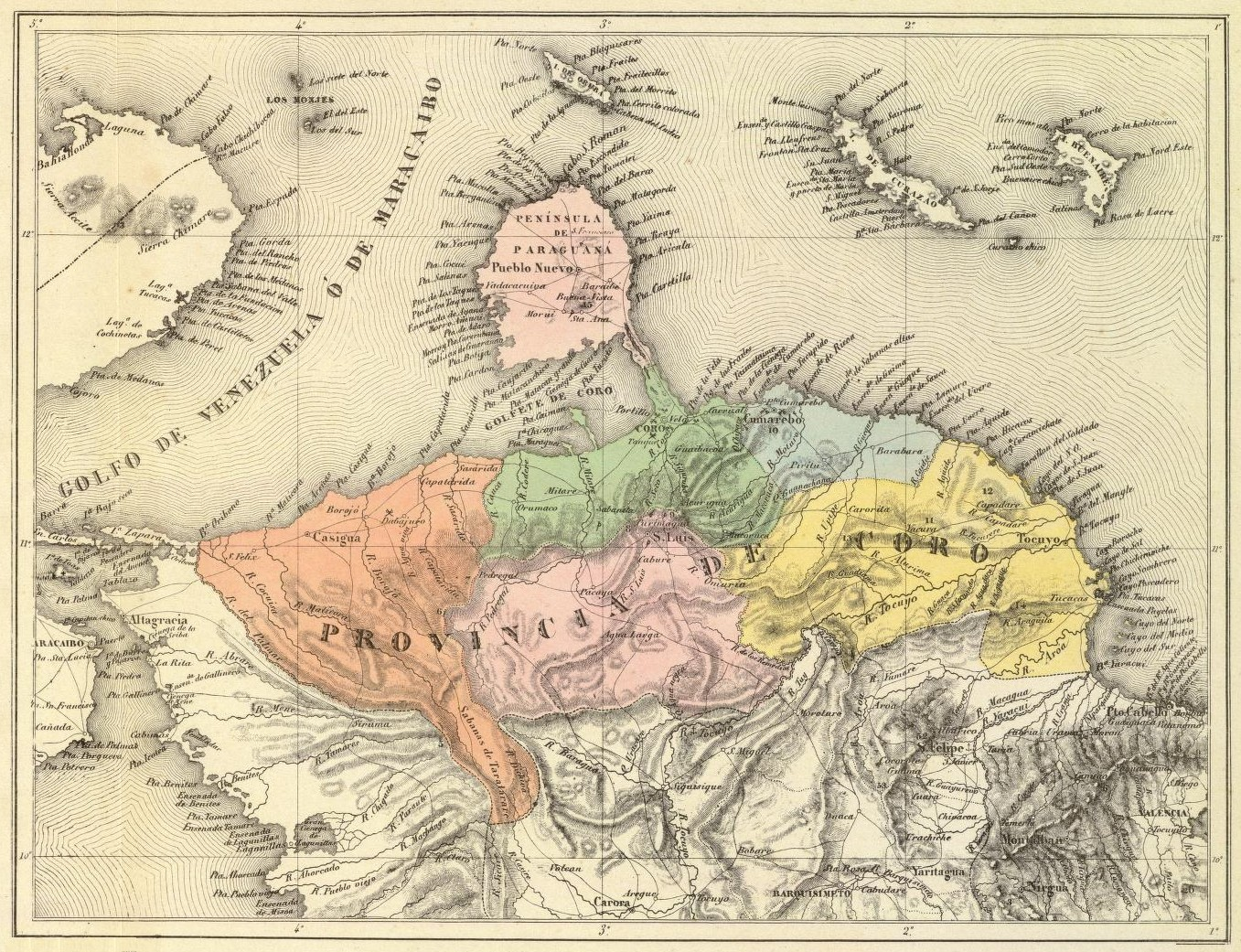
Provincia de Coro en 1840.

Para 1856 la provincia de Coro estaba dividida en 6 cantones:
- Coro, cabecera Coro
- Cumarebo, cabecera Cumarebo
- Costa Arriba, cabecera Tocuyo de la Costa
- Casigua, cabecera Casigua
- San Luis, cabecera San Luis
- Paraguaná, cabecera Pueblo Nuevo